# Paul Jacobs (boogschutter)
Paul Jacobs is een Belgisch voormalig boogschutter.

## Levensloop
Jacobs behaalde zilver op de Europese kampioenschappen van 1974. 